# Giuseppe Chiarolanza
Giuseppe Chiarolanza (Miano, 17 marzo 1864 – Napoli, 8 gennaio 1920) è stato un pittore italiano.

## Biografia
Allievo di Alfonso Simonetti (1840-1892), all'Istituto di belle arti di Napoli, Giuseppe Chiarolanza seguì l'indirizzo e gli insegnamenti ricevuti, dipingendo quadri di genere e paesaggi ariosi. Fu vivace coloritore ed ebbe attitudini speciali, nel ritrarre gruppi di alberi e boschi ombrosi.
Esordì alla mostra della società Promotrice napoletana Salvator Rosa del 1880, con Bosco di Capodimonte Studio dal vero (conservato a Napoli, dall'Amministrazione provinciale) dove mostrava, pur nell'impianto accademico dello studio, una libertà di modi che verrà confermata, nella produzione successiva, da una crescente attenzione per la resa del vero. I suoi paesaggi, talvolta scorci cittadini, ma in prevalenza studi di boschi e di campagne, apparvero con frequenza alle mostre napoletane, fino al 1906.
Nel 1890 fu chiamato a collaborare alla decorazione del Caffè Gambrinus di Napoli, insieme ad altri pittori, tra cui (Luca Postiglione, Pietro Scoppetta, Vincenzo Volpe, Edoardo Matania, Attilio Pratella, Giuseppe Alberto Cocco, Giuseppe Casciaro, Gaetano Esposito, Vincenzo Migliaro e Vincenzo Irolli). Nello stesso anno il dipinto Lingua di cane nella real tenuta di Licola  presentato alla Promotrice fu acquistato dal re Umberto I.  Nel mio cortile presentato alla Promotrice napoletana del 1906 toccò in sorte a Vittorio Emanuele II.  Enrico Giannelli e Eduardo Dalbono, Artisti napoletani viventi : pittori, scultori ed architetti : opere da loro esposte, vendute e premii ottenuti in esposizioni nazionali ed internazionali, Napoli, MELFI & JOELE, 1916,  pp. 137-142. URL consultato il 22 gennaio 2025
Suoi quadri furono acquistati dalla Casa reale ed alcuni oggi si trovano nella pinacoteca del Museo di Capodimonte.

### Opere e mostre
- 1880, Mostra della società Promotrice di Napoli;
- 1883, Esposizione di Belle Arti di Roma, dove inviò Il pascolo e Nel bosco reale di Capodimonte;1
- 1884, Nelle reali delizie di Capodimonte;
- 1887, Pantano di Licola;
- 1896, Bosco di Licata, Autunno, Inverno;
- 1890, Mostra del Lavoro, nella quale venne premiato con medaglia d'argento;
- 1890, Mostra del Lavoro, alla galleria Umberto I a Napoli, dove conseguì una medaglia di bronzo.
- 1891 Esposizione Nazionale a Palermo Paesaggio
- 1897 Terza Esposizione Triennale della R.Accademia di Belle Arti di Brera Milano Inverno
- 1898, Mostra a Torino, con i quadri Dintorni di Napoli, Via di Miano presso Napoli, Ponti Rossi.